# Lagoon

Lagoon är en nöjespark i Farmington i delstaten Utah i USA. Parken ligger ungefär 27 kilometer norr om Salt Lake City. Parken öppnade första gången 1886, och är i dag en av få parker som är familjeägda.